# Гладков Федір Васильович
Гладков Федір Васильович (1883—1958) — російський радянський письменник, класик соціалістичного реалізму. Лауреат двох Сталінських премій (1950, 1951). Член РКП(б) з 1920 року.

## Біографічні відомості
Закінчив Катеринодарське міське училище. З 1902 по 1903 роки працював учителем у церковно-парафіяльному училищі у Забайкаллі.

Закінчив екстерном учительський інститут у Тифлісі, включився в революційну діяльність, з 1906 року — член РСДРП. У 1906–1909 роках відбував заслання у Верхоленському повіті.
З 1910 року жив на Кубані. У роки Жовтневої революції та Громадянської війни перебував у Новоросійську. Вступивши в партію більшовиків, добровільно йде у Червону армію. Потім був редактором міської газети «Червоне Чорномор'я», брав участь у відновленні цементного заводу. 1921 року «як інтелігент і меншовик» виключений із партії (відновлений після виходу роману «Цемент»).

## Екранізації творів
- «Цемент» (1927, за мотивами однойменного роману; реж. В. Вільнер, ВУФКУ, СРСР (фільм не зберігся)
- «Вольниця» (1956, за однойменною повістю; СРСР)
- «Цемент» (1973, за мотивами однойменного роману; СРСР)
- «Цемент» / нім. Zement[de] (1973, за мотивами однойменного роману; реж. нім. Manfred Wekwerth, НДР)